# ميرتو دافوين
ميرتو دافوين (بالإسبانية: Mirto Davoine)‏ مواليد 13 فبراير 1933 في الأوروغواي، كان لاعب كرة قدم أوروغوياني كان يلعب كمدافع. سبق له أن لعب في كأس العالم لكرة القدم مع منتخب بلاده.

## المسيرة الاحترافية

### أندية لعب لها
- بنيارول

## روابط خارجية
- ميرتو دافوين على موقع الاتحاد الدولي (مؤرشف)  (الإنجليزية)
- ميرتو دافوين على موقع Soccerway.com (الإنجليزية)
- ميرتو دافوين على موقع عالم كرة القدم.نت (الإنجليزية)